# 湯淺御坊道路
湯浅御坊道路（日语：／ Yuasa-Gobo dōro */?）是從和歌山縣御坊市野口至和歌山縣有田郡有田川町天滿的快速道路（高規格幹線道路）。以近畿自動車道紀勢線（阪和自動車道）並行一般國道42號快速道路的名義整備。

## 概要
NEXCO西日本以一般收費道路型態管理。因為是一般收費道路，適用ETC通勤折扣。
當初日本道路公團於平成2年時得到施行命令是以完成2車線的規格建設的，但隨著交通量增大與交通堵塞的發生，都市計畫4車道化於2010年11月24日決定並且事業中。
此外，交流道編號是以終點的有田交流道向起點的御坊交流道分配。雖與阪和自動車道並行，但事實上是其一部份路段，一般的以和歌山方向為上行線，白濱方向則為下行線。具體內容請參考阪和自動車道。

### 路線資料
- 起點 : 和歌山縣御坊市野口
- 終點 : 和歌山縣有田郡有田川町
- 路線總長 : 19.4公里
- 道路規格 : 第1種第3級普通道路
- 設計速度 : 80km/h
- 車線数 : 暫定2車道（完成4車道、通車當時為完成2車道[1]）
- 幅員 : 7.0公尺（單側3.5公尺）

## 道路位置關係
近畿自動車道紀勢線
（大阪・和歌山方向） - E26 / E42阪和自動車道 - E42 ※湯淺御坊道路 - E42 阪和自動車道 - E42 紀勢自動車道（新直轄） -E42 ※周參見串本道路（免費） - （基本計劃區間） - E42※那智勝浦新宮道路（免費） - （基本計劃區間） - E42※新宮紀寶道路（免費） - （基本計劃區間） - E42 ※熊野道路（免費） - E42※熊野尾鷲道路（免費） - E42 紀勢自動車道（尾鷲北交流道～紀伊長島交流道 新直轄） - （津・名古屋方向）
※表示為並行一般國道快速道路。

## 相關項目
- 近畿地方道路列表
- 阪和自動車道
- 海南湯淺道路 - 2005年4月1日編入阪和自動車道，於有田交流道連接

## 外部連結
- 西日本高速公路株式會社 （页面存档备份，存于）